# Имкас
ООО Научно-производственная фирма «Имкас» (укр. «Iмкас») — негосударственное научно-производственное предприятие военно-промышленного комплекса Украины, которое разрабатывает, производит и продаёт глушители звука выстрела для стрелкового оружия.

## История
В 1994 году Институт технической механики НАН Украины и ГКАУ совместно с научно-производственной фирмой "Имкас" начали теоретические, экспериментальные и практические работы по созданию глушителей звука выстрела из стрелкового оружия.
В 1998 году глушитель звука выстрела ПСУЗВ для 7,62-мм автомата Калашникова прошёл государственные испытания и был принят на вооружение спецподразделений СБУ, в дальнейшем он поступал на вооружение подразделений Национальной гвардии Украины.
В 2008 году компания выпускала четыре типа оружейных глушителей:
- ПСУЗВ-1 и ПСУЗВ-2 для 5,45-мм и 7,62-мм автоматов Калашникова[1]
- ПСУЗВ-3 для ручного пулемёта Калашникова[1]
- ПСУЗВ-4 для 9-мм пистолетов[1]

В дальнейшем, компания разработала новые образцы глушителей, соответствующие стандартам MIL-STD-1474D военно-политического блока НАТО:
- глушитель для 5,56-мм автомата[3]
- глушитель для 7,62-мм снайперской винтовки[4]

1 октября 2011 года была проведена операция по ликвидации бандитской группировки в Одессе, в которой участвовали больше 300 бойцов спецподразделений "Беркут", "Сокол" и "Альфа". После окончания операции министр внутренних дел Украины А. В. Могилёв отметил, что оснащение для её проведения "пришлось собирать по крупицам в разных регионах страны", поскольку советские запасы в региональных спецподразделениях МВД Украины к этому времени оказались в основном исчерпаны. В дальнейшем, для автомата АКС-74У был разработан глушитель ПСУЗВ-132Г-5,45 (представляющий собой цилиндр массой 550 - 600 грамм, длиной 161 мм и диаметром 43 мм, который устанавливается на место пламегасителя). После завершения испытаний, в феврале 2012 года глушитель был предложен для спецподразделений государственных силовых структур Украины.
В декабре 2014 года для в/ч 2260 Национальной гвардии Украины у НПФ "Имкас" были закуплены 100 шт. глушителей для 5,45-мм автомата Калашникова.